# Брук, Эдит
Эдит Штайншрайбер Брук (итал. Edith Steinschreiber Bruck, род. 3 мая 1931, Тисаберцель, Венгрия) — итальянская писательница, поэтесса, переводчица, режиссёр. Родилась в Венгрии, но большую часть своей жизни прожила в Италии и пишет на итальянском языке. Она также перевела на итальянский язык произведения нескольких венгерских писателей — Аттилы Йожефа, Миклоша Радноти и Дьюлы Ийеша.

## Биография
Эдит Штайншрайбер родилась в 1931 году в бедной еврейской семье, которую в 1944 году вывезли в Освенцим. Её родители и один из двух братьев погибли в лагерях (её мать в Освенциме, отец в Дахау), но Эдит и её сестра Марта пережили переезды в Дахау, Кристианштадт и Берген-Бельзен и были освобождены союзниками в 1945 году.
Эдит пережила войну с сёстрами Мартой и Лейлой и братом Петером и вернулась в Венгрию, где воссоединилась с оставшимися в живых родственниками. Оттуда она иммигрировала в Чехословакию, куда Марта переехала со своим вторым мужем и детьми.
В шестнадцать лет она вышла замуж за Милана Грюна и вместе с Мартой и её семьей иммигрировала в Израиль. Их брак длился год. Она тоже не прожила долго со своим вторым мужем, Дэнни Ротом. Пробыв три года в Израиле, решила воссоединиться с сестрой в Аргентине. Однако по пути в Южную Америку в 1954 году, кратковременно находясь в Италии, она изменила свои планы и решила остаться в Риме, где проживает до сих пор. Брук — это фамилия её третьего мужа, хотя она развелась с ним до двадцати лет и вскоре, в 1954 году, иммигрировала в Италию.
В Риме Эдит Брук начала описывать трагическую историю своей жизни на итальянском языке. Она рассказывает о своём детстве в депортации, о пребывании в лагерях. Тема Холокоста настойчиво возвращается в её произведениях «Поедем в город» (Andremo in città, 1962), «Две пустые комнаты» (Due stanza vuote, 1974), «Актриса» (L’attrice, 1995) и «Письмо матери» (Lettera alla madre, 1988), за которое она получила Национальную литературную премию для писательниц в 1989 году.
20 февраля 2021 года Папа Римский Франциск посетил Эдит Брук в её квартире в центральной части Рима. В январе прошлого года у неё взяла интервью газета L’Osservatore Romano по случаю Дня памяти. Её рассказ тронул Папу Франциска: «Я пришёл сюда, чтобы поблагодарить Вас за свидетельство и отдать дань уважения народу-мученику безумия нацистского популизма. Прошу прощения у Господа от имени всего человечества».

### Проза
- Chi ti ama così, Milano: Lerici, 1959; Venezia: Marsilio 1974, 2015.
- Andremo in città, Milano: Lerici, 1962; Roma: Carucci, 1982; Napoli: L’ancora del Mediterraneo, 2007.
- È Natale, vado a vedere, Milano: Scheiwiller, 1962.
- Le sacre nozze, Milano: Longanesi, 1969.
- Due stanze vuote, Presentazione di Primo Levi, Venezia: Marsilio, 1974.
- Transit, Milano: Bompiani, 1978; Venezia: Marsilio, 1995.
- Mio splendido disastro, Milano: Bompiani, 1979.
- Lettera alla madre, Milano: Garzanti, 1988. Premio Rapallo Carige per la donna scrittrice 1989[30]; Milano: La nave di Teseo, 2022.
- Nuda proprietà, Venezia: Marsilio, 1993.
- L’attrice, Venezia: Marsilio, 1995.
- Il silenzio degli amanti, Venezia: Marsilio, 1997.
- Signora Auschwitz: il dono della parola, Venezia: Marsilio, 1999, 2014.
- L’amore offeso, Venezia: Marsilio, 2002.
- Lettera da Francoforte, Milano: Mondadori, 2004.
- Quanta stella c'è nel cielo, Milano: Garzanti, 2009. Premio Viareggio 2009[31] — Premio Città di Bari-Costiera del Levante-Pinuccio Tatarella
- Privato, Postfazione di Gabriella Romani, Milano: Garzanti, 2010. Premio Europeo di Narrativa G. Ferri — D. H. Lawrence
- Il sogno rapito, Milano: Garzanti, 2014.
- La rondine sul termosifone, Milano: La nave di Teseo, 2017.
- Ti lascio dormire, Milano: La nave di Teseo, 2019.
- Il pane perduto, Milano: La nave di Teseo, 2021.
- Sono Francesco con prefazione di Papa Francesco e postfazione di Noemi Di Segni, Milano, La Nave di Teseo, 2022, ISBN 978-88-3461-199-9.

### Поэзия
- Il tatuaggio, Presentazione di Giovanni Raboni, Parma: Guanda, 1975.
- In difesa del padre, Milano: Guanda, 1980.
- Monologo, Milano: Garzanti, 1990.
- Itinerario: poesie scelte, Roma: Quasar, 1998.
- Specchi, Roma: Edizioni di Storia e Letteratura, 2005.
- Versi vissuti. Poesie (1975—1990), a cura di Michela Meschini, Introduzione di Michela Meschini, Prefazione di Paolo Steffan, Postfazione di Edith Bruck, Macerata: eum, 2018.
- Tempi, Milano, La nave di Teseo, 2021.

### Пьесы
- Sulla porta (1970)
- Mara, Maria, Marianna (1974, con Dacia Maraini e Maricla Boggio)
- Per il tuo bene (1975)

## Фильмография

### Сценаристка
- 1966: «Поедем в город» / (Andremo in città), режиссёр — Нело Ризи[итал.]
- 1984: «Фотографируя Патрицию» / (Fotografando Patrizia), режиссёр — Сальваторе Сампери
- 1991: «Смертельное искушение» / (Per odio, per amore), режиссёр — Нело Ризи
- 2014: «Анита Б» / (Anita B), режиссёр — Роберто Фаэнца[итал.]

### Режиссёр
- 1979: «Импровизация» / (Improvviso)
- 1983: «Какая Сардиния?» / (Quale Sardegna?)
- 1986: «Алтарь для матери» / (Un altare per la madre)

### Актриса
- 1958: «Злоумышленники, как всегда, остались неизвестны» / (I soliti ignoti), режиссёр — Марио Моничелли

## Награды
- 26 февраля 2021 — Кавалер Большого Креста Ордена «За заслуги перед Итальянской Республикой»[9].